# Tate Gallery of Modern Art

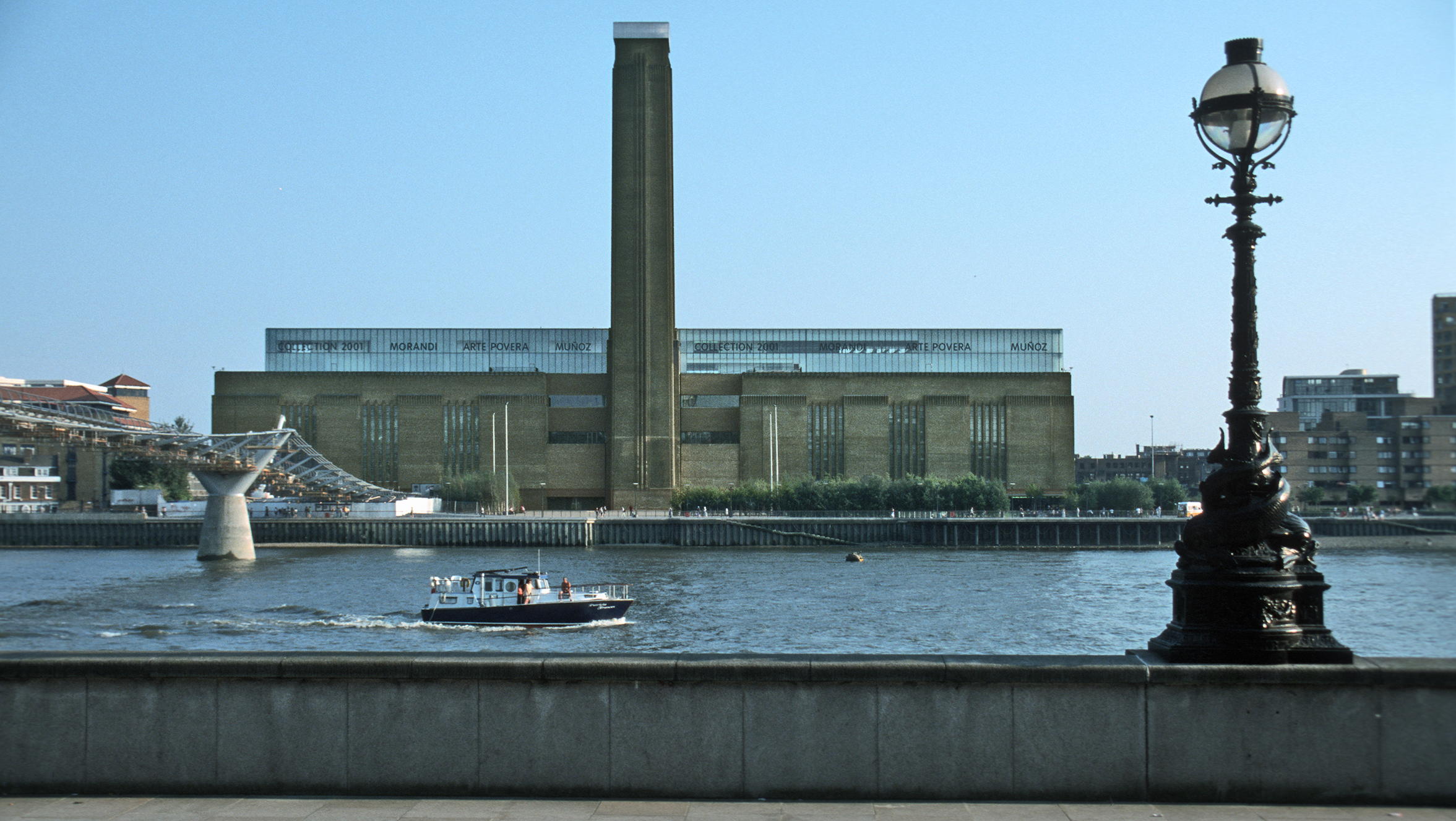
Tate Gallery, 2001

Die Tate Gallery of Modern Art (kurz Tate Modern genannt) in London ist eines der weltweit größten Museen für moderne Kunst und zeitgenössische Kunst. Es hat seinen Sitz in einem umgebauten Kraftwerk, der früheren Bankside Power Station, an der Promenade Queen’s Walk am südlichen Themseufer im Stadtteil Southwark.

## Geschichte
Im Jahr 1916 übertrug man der Tate Gallery die Aufgabe, eine Sammlung internationaler Malerei und Plastik ab 1900 zu erstellen. Da sich die Sammlung enorm vergrößerte und auch an Beliebtheit gewonnen hatte, wurde der Standort in Millbank schließlich zu klein. Zweigstellen eröffneten 1987 in Liverpool und 1993 in St Ives in Cornwall. Seit der Eröffnung am 11. Mai 2000 residiert die Hauptsammlung in der ehemaligen Bankside Power Station, die ursprünglich von Giles Gilbert Scott entworfen worden war. Unter den 148 Entwürfen für den Umbau dieses Kraftwerks zum Museum setzte sich jener des Schweizer Architekturbüros Herzog & de Meuron durch. Durch die im gleichen Jahr eröffnete Fußgängerbrücke Millennium Bridge, der erste Brückenneubau im Herzen von London seit 1894, wurde eine direkte Verbindung zwischen St Paul’s Cathedral und dem Museum geschaffen. Im Mai 2003 wurde der „Tate to Tate“-Bootsservice mit Halt am London Eye eingerichtet.

## Entwicklung
Das Museum war ursprünglich für 1,8 Millionen Besucher pro Jahr konzipiert. Im Jahr 2012 lag die Besucheranzahl bereits bei 5,3 Millionen; 2019 wurde die Tate Modern von rund 6,10 Millionen Personen besucht, 2023 betrug die Besucherzahl etwa 4,60 Millionen Menschen.
Geplant war zunächst, bis 2012 – rechtzeitig zu den Olympischen Sommerspielen in London – die Ausstellungsfläche um 60 % zu erweitern. Mit den zusätzlichen 23.000 Quadratmetern sollte das Museum eine vergleichbare Größe wie das Centre Georges Pompidou in Paris erreichen. Die Finanzierung (mehr als 240 Millionen €) des Anbaus sollte sowohl aus privaten als auch aus öffentlichen Mitteln erfolgen. Der Anbau des Museums, der auf der Südseite des Hauptgebäudes errichtet wurde, war zunächst als Glaspyramide geplant. Dieser Entwurf wurde jedoch verworfen und durch einen futuristischen Backsteinbau ersetzt. Beide Entwürfe stammten wieder vom Architekturbüro Herzog & de Meuron. 2010 sollten die Bauarbeiten beginnen, aber das Fundraising war bis dahin nicht von genügend Erfolg gekrönt. Im April 2011 trat Chris Dercon sein Amt als neuer Direktor der Tate an. Im September 2011 teilte Dercon mit, dass mit dem Bau der Backsteinpyramide spätestens 2016 begonnen werde. Die stillgelegten Öltanks des ehemaligen Kraftwerks werden jedoch bis dahin als Projektionsflächen für Filme und für Installationen zur Nutzung herangezogen werden. Der Konzern Unilever, der sich mit insgesamt 4,4 Mio. britischen Pfund am Sponsoring für die Tate Modern beteiligt hatte und von 2000 bis 2012 für die Finanzierung von zirka jährlich wechselnden Installationen in der Turbinenhalle aufkam, teilte im August 2012 mit, das Sponsoring einzustellen, man bleibe allerdings Mitglied der Gesellschaft als Unternehmen. Seit 2015 wird die Serie in der Turbinenhalle durch einen neuen Sponsor fortgesetzt. Die Eröffnung des Erweiterungsbaus fand am 17. Juni 2016 statt.
Parallel trat Frances Morris ihr Amt als neue Direktorin des Hauses an.

## Sammlung

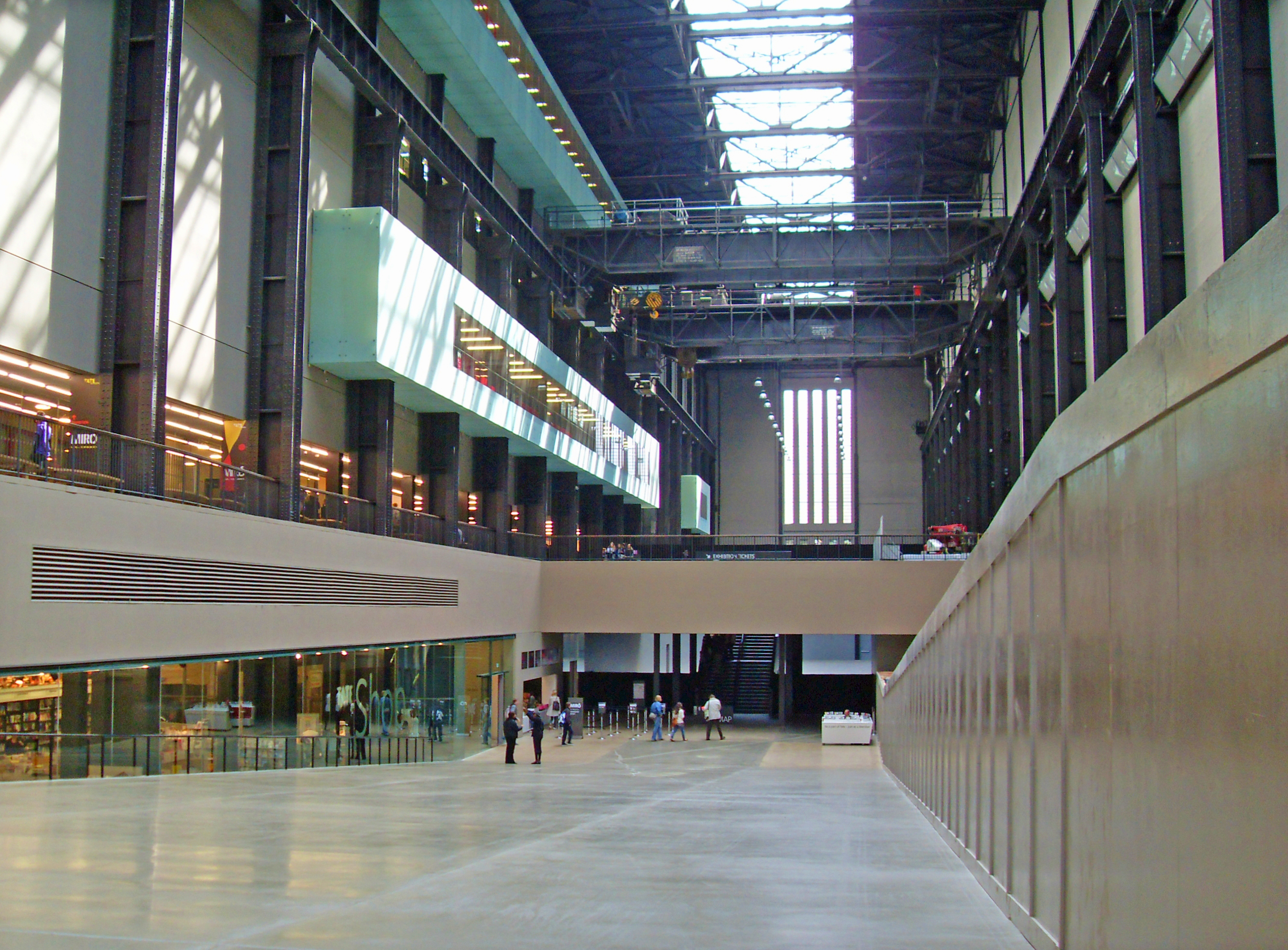
Turbinenhalle der Tate Modern

Die Tate Modern präsentiert Werke der bedeutendsten und einflussreichsten Künstler der klassischen Moderne und der Gegenwart. Beginnend mit Werken von Vincent van Gogh, Paul Cézanne, Paul Gauguin und Henri de Toulouse-Lautrec werden die Stilrichtungen der Epoche gezeigt: Impressionismus, Kubismus, Fauvismus, Futurismus, Expressionismus, Dadaismus und Surrealismus sowie Pop Art, Minimal Art und Konzeptkunst. Das Museum zeigt nicht nur Werke der Protagonisten der klassischen Moderne u. a. von Pablo Picasso, Georges Braque, Henri Matisse, Piet Mondrian, Marcel Duchamp, Salvador Dalí und Andy Warhol, sondern auch avantgardistische Richtungen wie die des Wiener Aktionismus oder Werke von Joseph Beuys und einen Schwerpunkt auf amerikanischer Gegenwartskunst (Jackson Pollock, Cy Twombly, Mark Rothko, Ed Ruscha).

## Präsentation
Die Dauerausstellung ist in vier Bereiche gegliedert, die nicht kunstgeschichtlichen Epochen folgen, sondern Objekte aus verschiedenen Epochen unter Überschriften anordnen. Bei der Eröffnung 2000 waren das Landschaft, Stillleben, Historienmalerei und Akt. Seit der Neugestaltung 2006 sind diese Bereiche States of Flux (Aufbruchstimmung), Idea and Object (Idee und Objekt), Poetry and Dream (Dichtung und Traum) und Matter and Gestures (Materie und Gesten). Daneben gibt es große Sonderausstellungen und große Einzelobjekte in der ehemaligen Turbinenhalle, der heutigen Eingangshalle.

## Sonderausstellungen
Ausstellungsräume (Auszug):
- 2016: Georgia O’Keeffe. Katalog.[14]
- 2017: Wolfgang Tillmans.
- 2017: Alberto Giacometti.
- 2017/2018: Amedeo Modigliani.
- 2017/2018: Red Star Over Russia.
- 2024: Yoko Ono. Music of the mind.

Turbinenhalle (Auszug):
- 2021/22: Anicka Yi. In love with the world.

## Performances gegen Sponsoring durch BP
Seit 2010 führte das Künstlerkollektiv Liberate Tate insgesamt 14 Performances gegen das Sponsoring von BP durch. Im Juni 2015 wurde die Galerie für eine Nacht besetzt. BP sponsert die Tate Modern werbewirksam mit jährlich 224.000 Pfund. Die Initiatoren der Aktion verweisen auf den Klimawandel, die Beteiligung des Unternehmens an der Förderung von Ölsand in Kanada, die Ölpest im Golf von Mexiko 2010 und Ölbohrungen in der Arktis. BP verursache mehr CO2-Emissionen als Großbritannien insgesamt.